# Берестовка (Винницкая область)
Берестовка (укр. Берестівка) — село на Украине, находится в Липовецком районе Винницкой области.
Код КОАТУУ — 0522283602. Население по переписи 2001 года составляет 445 человек. Почтовый индекс — 22534. Телефонный код — 4358.
Занимает площадь 1,876 км².

## История
В 1946 году указом ПВС УССР село Феликсовка переименовано в Беоестовку.

## Адрес местного совета
22534, Винницкая область, Липовецкий р-н, с. Лукашовка, ул. Первомайская, 1